# Wdżar

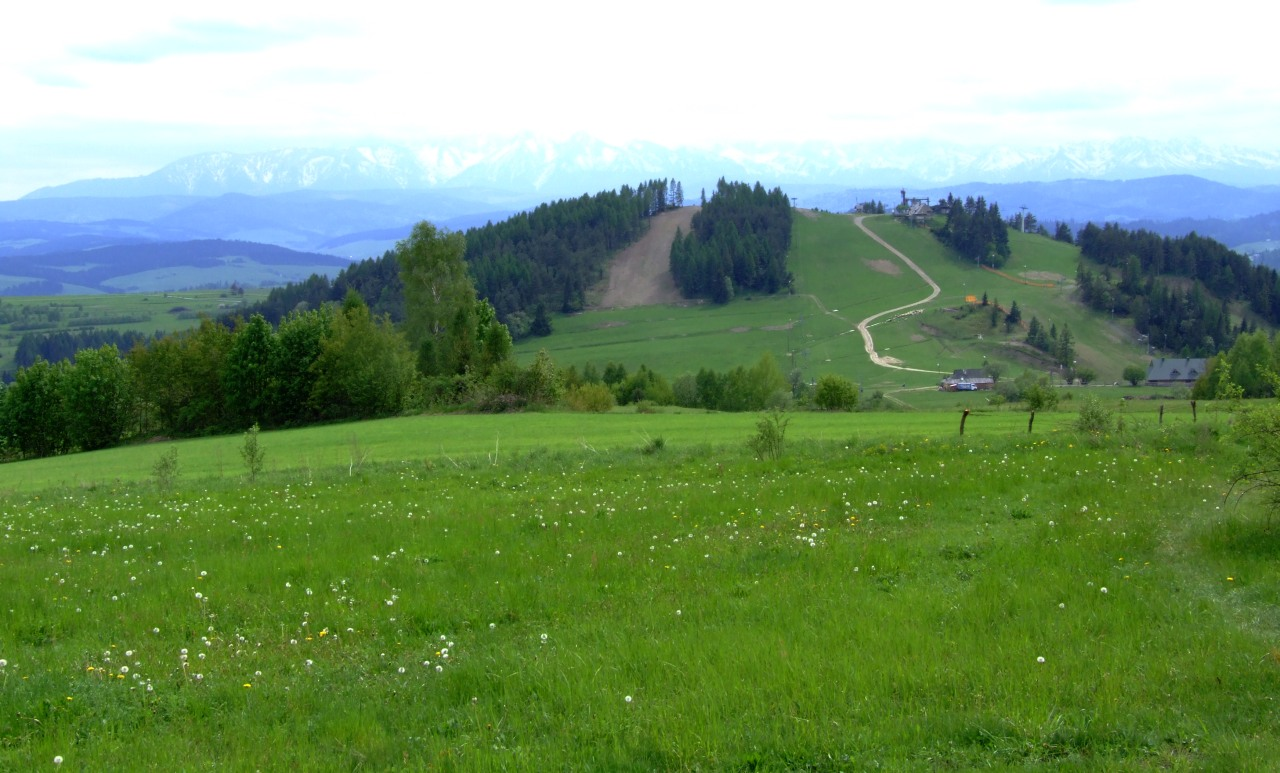
Gipfelbereich von Norden

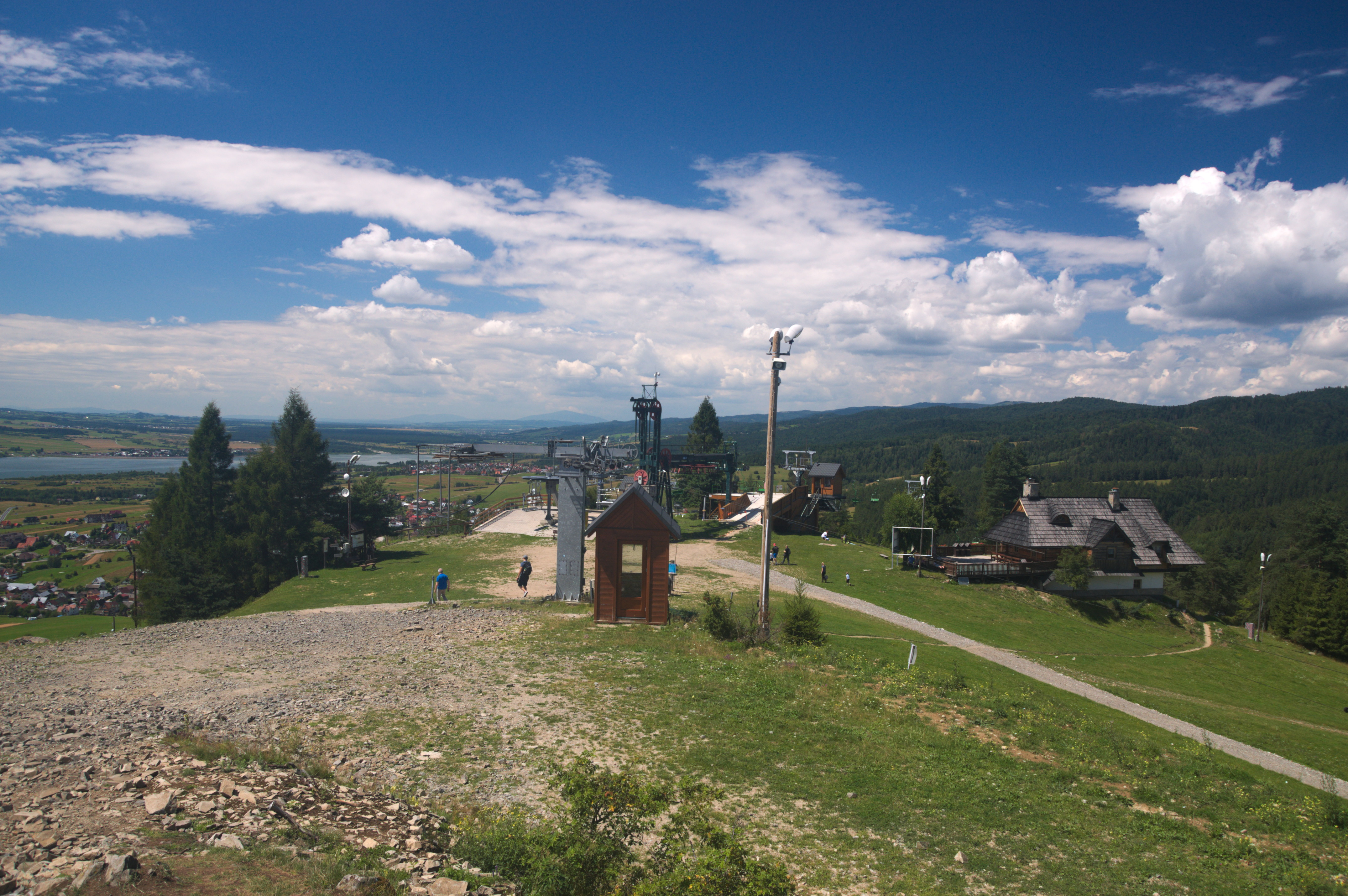
Gipfelbereich von Osten

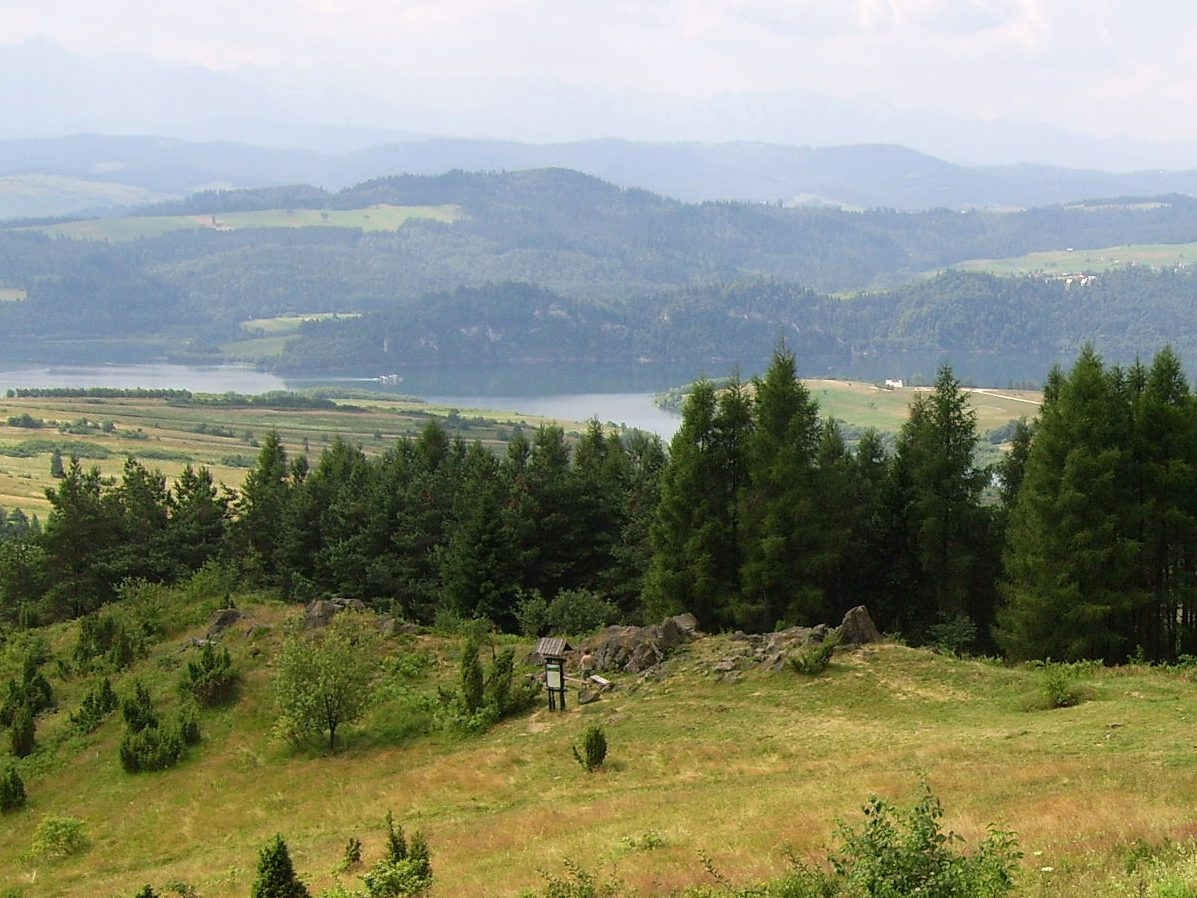
Andesit-Felsen

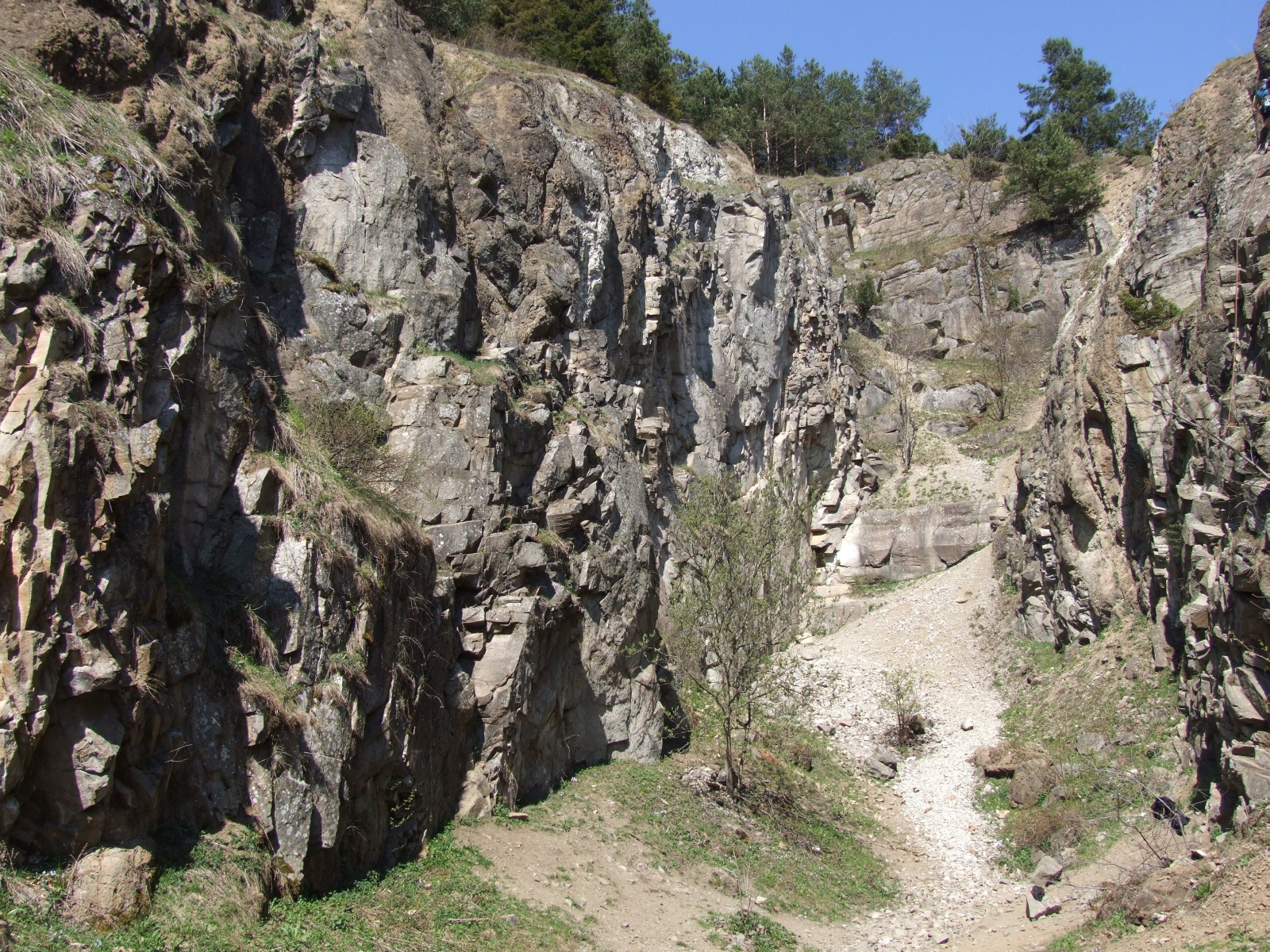
Steinbrüche

Der Wdżar ist ein Berg in den polnischen Mittleren Pieninen, einem Gebirgszug der Pieninen, mit 767 Metern Höhe. Er liegt in den Czorsztyner Pieninen. Der Gipfel liegt zwischen den Pieninen und den Gorce, weshalb er teilweise auch zu letzteren gezählt wird. Geologisch passt er weder zu den einen noch zu den anderen, da es sich um einen erloschenen Vulkan handelt, der zwischen dem Pieninen-Felsengürtel und den Beskiden (Äußere Karpaten) entstanden ist. In Fremdenführern über das jeweilige Gebirge wird er in der Regel jeweils mitbehandelt.

## Lage und Umgebung
Der Wdżar liegt oberhalb des Ortes Kluszkowce am Nordrand des Stausees Jezioro Czorsztyńskie. Nördlich des Gipfels liegt das Massiv des Lubań. Im Gipfelbereich gibt es drei Steinbrüche, in denen Andesit abgebaut wurde. Andesitfelsen liegen auch südlich des Gipfels. Dank des besonderen mineralhaltigen Vulkangesteins und der Ausrichtung nach Süden hat sich auf den Südhängen des Berges auch eine einzigartige Flora gebildet, die man sonst in der näheren Umgebung nicht findet. Unterhalb des Gipfels verläuft die Woiwodschaftsstraße 969 von Nowy Targ nach Nowy Sącz.

## Etymologie
Teilweise findet man auch die Bezeichnungen: Wzor, Wżar, Wżary, Żar, Zdżar, Zżar sowie Wzory. Die Etymologie des Namens ist nicht geklärt.

## Naturschutz
Der Wdżar liegt außerhalb des Pieninen-Nationalparks und des Nationalparks Gorce. Es wird darüber nachgedacht, die Andesit-Felsen und ihre Flora in einem Naturreservat unter Schutz zu stellen.

## Tourismus
Der Wdżar ist für Touristen aufgrund der guten Verkehrsanbindung leicht zugänglich und als Ausflugsziel sehr beliebt. Es gibt eine Seilbahn von Kluszkowce, sowie eine Sommerrodelbahn, einen Erlebnispark, einen Bike Park, einen Downhill Park und das Skigebiet Czorsztyn-Ski sowie mehrere Wanderwege und Lehrpfade. Auf dem Berg und um ihn herum gibt es zudem mehrere Gaststätten. Die Felsen in den Steinbrüchen werden auch gerne von Kletterern genutzt. Der Gipfelbereich dient Paraglidern als Startpunkt. Hier wurden in den 1970er und 1980er Jahren die ersten polnischen Rekorde im Gleitschirmfliegen aufgestellt.
Vom Gipfel bietet sich ein breites Panorama auf die Regionen Podhale, Zips und Orava sowie auf die umliegenden Gebirgszüge:
im Norden
- Gorce

im Osten
- Sandezer Beskiden
- Mittlere Pieninen
- Kleine Pieninen

im Süden
- Zipser Pieninen
- Zipser Magura
- Pogórze Spisko-Gubałowskie

im Südwesten
- Belianske Tatry
- Hohe Tatra
- Westtatra

im Westen
- Babia Góra in den Saybuscher Beskiden

### Routen zum Gipfel
Markierte Routen zum Gipfel führen von Szczawnica und Czorsztyn:
- ▬ ein blau markierter Wanderweg von Kluszkowce über den Bergpass Przełęcz Snozka auf den Gipfel und weiter auf den Lubań in den Gorce.
- ▬ ein grün markierter Lehrpfad von Kluszkowce über die Schlucht Wąwóz Papieski auf den Gipfel.

## Panorama

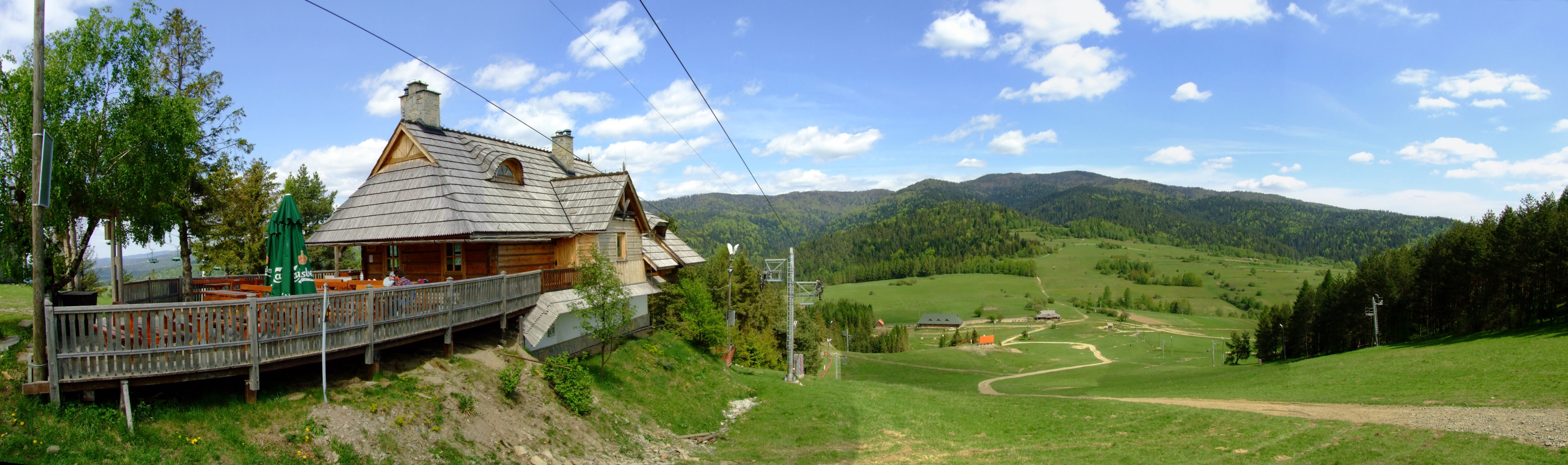
Blick vom Gipfel nach Norden auf die Gorce

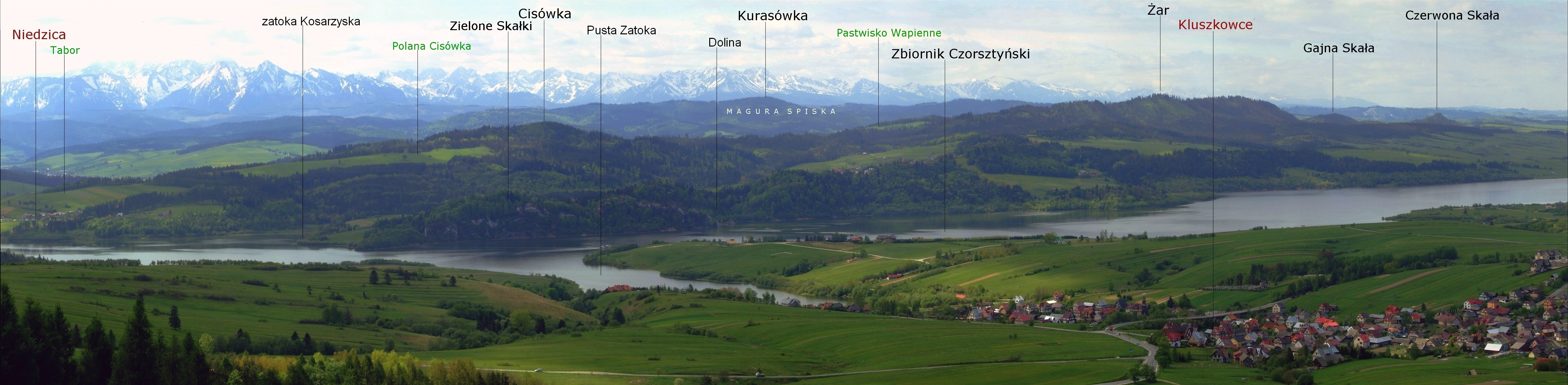
Blick vom Gipfel nach Süden auf die Tatra